# Герб Синевира
Герб Синевира — це офіційний геральдичний символ місцевого самоврядування, що відображає історичні, культурні, соціально‑економічні особливості територіальної громади Синевира, звичаї, традиції та побут її народу.
Офіційний герб Синевира затверджений рішенням Синевирської сільської ради Міжгірського району Закарпатської області від 18 листопада 2016 року № 4 "Про затвердження офіційної символіки територіальної громади Синевира".
Офіційним гербом територіальної громади Синевира є ескіз герба авторства Івана Руснака із зображенням бокораша, який сплавляє ліс
Саме цей ескіз герба громада визнала найкращим та обрала під час громадського голосування, що відбулося 23 жовтня 2016 року з нагоди святкування Дня Синевира (612 років).

## Опис
Герб територіальної громади Синевира – це іспанський щит синього кольору, у сріблястому полі якого на фоні синьої гори зі срібною вершиною зображена постать бокораша, який стоячи на дарабі держить опальчину (весло) та сплавляє ліс.
Синя гора зі срібною вершиною – це символ Срібної Землі (Закарпаття), що оповита гірськими пасмами й полонинами Карпатських гір, які здіймаються у небо.
Бокораш символізує сплав лісу – унікальне прадавнє карпатське ремесло, яким займалося не одне покоління синевирців, та є уособленням мужності, відваги, хоробрості горян, які водами Чорної Ріки та Тереблі сплавляли ліс.
Під дарабом зображені дві хвилі синього і білого кольорів, які уособлюють дві гірські річки – Тереблю та Чорну Ріку, що протікають у населеному пункті.
Унизу під хвилями розміщено напис «XV», що вказує на першу в історії писемну згадку про Синевир та його околиці у XV столітті (1404 рік).
Ліворуч у верхньому куті сріблястого поля над синьою горою зі срібною вершиною зображено три зелені смереки, що символізують багатство Українських Карпат – ліс.
Праворуч у верхньому куті сріблястого поля над синьою горою зі срібною вершиною на червоному тлі зображено білий восьмигранний хрест, що уособлює високу духовність синевирців, їх вірність християнським традиціям та вказує на те, що Синевир є осередком культурної самобутності.
Зверху на щиті синього кольору над сріблястим полем посередині зображено напис сріблястого кольору великими літерами «СИНЕВИР».